# Hauffenia
Hauffenia is een geslacht van weekdieren uit de klasse van de Gastropoda (slakken).

## Soorten
- Hauffenia erythropomatia (Hauffen, 1856)
- Hauffenia kissdalmae Erőss & Petró, 2008
- Hauffenia lucidula (Angelov, 1967)
- Hauffenia mandici Neubauer & Harzhauser in Harzhauser et al., 2014 †
- Hauffenia michleri Kuščer, 1932
- Hauffenia nesemanni A. Reischütz & P. Reischütz, 2006
- Hauffenia sarmatica (Papp, 1954) †
- Hauffenia tellinii (Pollonera, 1898)